# هاي تشرتش
هاي تشرتش (بالإنجليزية: Hi Church)‏ هو لاعب كرة قاعدة أمريكي، ولد في 23 نوفمبر 1863 في سنترال سكوير في الولايات المتحدة، وتوفي في 23 فبراير 1926 في جاكسونفيل في الولايات المتحدة.

## وصلات خارجية
- هاي تشرتش على موقعبيزبول رفرنس.كوم (الدوري الرئيسي) (الإنجليزية)